# 페터 퀴르텐
페터 퀴르텐(독일어: Peter Kürten [ˈpeːtɐ ˈkyːʁtən][*]: 1883년 5월 26일-1931년 7월 2일)은 독일의 연쇄살인범이다. 1929년 2월에서 11월 사이에 뒤셀도르프에서 여러 건의 살인과 성범죄를 저질렀다. 연쇄살인을 시작하기 전에도 방화와 살인미수를 비롯해 많은 전과를 가진 상습범이었다.
퀴르텐은 9건의 살인과 7건의 살인미수에 관해 유죄가 확정되어 1931년 4월 사형을 선고받았고, 같은 해 7월 단두대로 참수되었다.

## 같이 보기
- 바이마르 공화국